# Fond-des-Blancs
Fond-des-Blancs es una comuna de Haití que está situada en el distrito de Aquin, del departamento de Sur.

## Historia
Comuna creada en 2015 a partir de las secciones comunales, 7ª de Frangipane y 9ª de Fond des Blancs, que hasta ese momento formaban parte de la comuna de Aquin.

## Secciones
Está formado por las secciones de:
- Fond des Blancs (que abarca la villa de Fond des Blancs)
- Frangipane

## Demografía
| Gráfica de evolución demográfica de Fond-des-Blancs entre 2009 y 2015 |
|                                                                       |

Los datos demográficos contemplados en este gráfico de la comuna de Fond-des-Blancs son estimaciones que se han cogido de 2009 a 2015 de la página del Instituto Haitiano de Estadística e Informática (IHSI). 